# 1982–1983-as kupagyőztesek Európa-kupája
A KEK 1982–1983-as szezonja volt a kupa 23. kiírása. A győztes a skót Aberdeen FC lett, miután a döntőben hosszabbítás után 2–1-re legyőzte a Real Madrid CF együttesét. Érdekesség, hogy az Aberdeen egészen a selejtezőktől jutott el a végső győzelemig.

## Selejtező
| 1. csapat       | Össz. | 2. csapat | 1. mérk. | 2. mérk. |
| --------------- | ----- | --------- | -------- | -------- |
| Aberdeen FC     | 11–1  | FC Sion   | 7–0      | 4–1      |
| Swansea City FC | 3–1   | SC Braga  | 3–0      | 0–1      |

## Első forduló
| 1. csapat                 | Össz.     | 2. csapat               | 1. mérk. | 2. mérk. |
| ------------------------- | --------- | ----------------------- | -------- | -------- |
| Coleraine FC              | 0–7       | Tottenham Hotspur FC    | 0–3      | 0–4      |
| FK Torpedo Moszkva        | 1–1 (ig.) | FC Bayern München       | 1–1      | 0–0      |
| Aberdeen FC               | 1–0       | KS Dinamo Tirana        | 1–0      | 0–0      |
| ÍBV                       | 0–4       | Lech Poznań             | 0–1      | 0–3      |
| Swansea City FC           | 17–0      | Sliema Wanderers FC     | 12–0     | 5–0      |
| PFK Lokomotiv Szófia      | 2–5       | Paris Saint-Germain FC  | 1–0      | 1–5      |
| Dynamo Dresden            | 4–4 (ig.) | B93                     | 3–2      | 1–2      |
| K Waterschei SV Thor Genk | 8–1       | FA Red Boys Differdange | 7–1      | 1–0      |
| Galatasaray SK            | 3–2       | Kuusysi Lahti           | 2–1      | 1–1      |
| FK Austria Wien           | 3–2       | Panathinaikósz          | 2–0      | 1–2      |
| Lillestrøm SK             | 0–7       | FK Crvena Zvezda        | 0–4      | 0–3      |
| FC Barcelona              | 9–1       | Apóllon Lemeszú         | 8–0      | 1–1      |
| Limerick FC               | 1–2       | AZ                      | 1–1      | 0–1      |
| FC Internazionale Milano  | 3–2       | ŠK Slovan Bratislava    | 2–0      | 1–2      |
| FC Baia Mare              | 2–5       | Real Madrid CF          | 0–0      | 2–5      |
| IFK Göteborg              | 2–4       | Újpesti Dózsa           | 1–1      | 1–3      |

## Második forduló
| 1. csapat            | Össz. | 2. csapat                 | 1. mérk. | 2. mérk. |
| -------------------- | ----- | ------------------------- | -------- | -------- |
| Tottenham Hotspur FC | 2–5   | FC Bayern München         | 1–1      | 1–4      |
| Aberdeen FC          | 3–0   | Lech Poznań               | 2–0      | 1–0      |
| Swansea City FC      | 0–3   | Paris Saint-Germain FC    | 0–1      | 0–2      |
| B93                  | 1–6   | K Waterschei SV Thor Genk | 0–2      | 1–4      |
| Galatasaray SK       | 3–4   | FK Austria Wien           | 2–4      | 1–0      |
| FK Crvena Zvezda     | 3–6   | FC Barcelona              | 2–4      | 1–2      |
| AZ                   | 1–2   | FC Internazionale Milano  | 1–0      | 0–2      |
| Real Madrid CF       | 4–1   | Újpesti Dózsa             | 3–1      | 1–0      |

## Negyeddöntő
| 1. csapat                | Össz.     | 2. csapat                 | 1. mérk. | 2. mérk.   |
| ------------------------ | --------- | ------------------------- | -------- | ---------- |
| FC Bayern München        | 2–3       | Aberdeen FC               | 0–0      | 2–3        |
| Paris Saint-Germain FC   | 2–3       | K Waterschei SV Thor Genk | 2–0      | 0–3 (h.u.) |
| FK Austria Wien          | 1–1 (ig.) | FC Barcelona              | 0–0      | 1–1        |
| FC Internazionale Milano | 2–3       | Real Madrid CF            | 1–1      | 1–2        |

## Elődöntő
| 1. csapat       | Össz. | 2. csapat                 | 1. mérk. | 2. mérk. |
| --------------- | ----- | ------------------------- | -------- | -------- |
| Aberdeen FC     | 5–2   | K Waterschei SV Thor Genk | 5–1      | 0–1      |
| FK Austria Wien | 3–5   | Real Madrid CF            | 2–2      | 1–3      |

## Döntő
| 1983. május 11. 20:15 |

| Aberdeen             | 2–1 (h. u.) | Real Madrid            |
| -------------------- | ----------- | ---------------------- |
| Black 7' Hewitt 112' | (1–1)       | Juanito 14' (11-esből) |

| Nya Ullevi, Göteborg Nézőszám: 17 804 Játékvezető: Gianfranco Menegali (olasz) |

| Az 1982–1983-as kupagyőztesek Európa-kupája győztese |
| ---------------------------------------------------- |
| Aberdeen 1. cím                                      |

## Lásd még
- 1982–1983-as bajnokcsapatok Európa-kupája
- 1982–1983-as UEFA-kupa